# Neurellipes ramnika
Neurellipes ramnika is een vlinder uit de familie van de Lycaenidae. De wetenschappelijke naam van de soort is voor het eerst gepubliceerd in 1980 door Bernard d'Abrera.
De soort komt voor in Kameroen en Congo-Kinshasa.